# Kutanja
Kutanja is een plaats in de gemeente Slunj in de Kroatische provincie Karlovac. De plaats telt 1 inwoners (2001).